# Casa de Rocamora

Escudo de la casa de Rocamora.

La casa de Rocamora es una familia noble de origen francés y asentada en la ciudad alicantina de Orihuela desde el siglo XIII hasta su extinción en el siglo XVIII. Fueron poseedores de numerosos títulos nobiliarios y ocuparon importantes cargos tanto políticos como militares. La casa de Rocamora permanece aún hoy en día, sin embargo la totalidad de sus títulos pasó a otros linajes a partir del año 1751. Algunas de las familias que poseen los antiguos títulos de la casa son "Pardo Manuel de Villena", "Agrela" o "Roca de Togores".

## Raíces
La familia Rocamora procede de Pedro Ramón de Rocamora (Pierre Roman de Rocamoure), hijo del señor de Rocamoure, en la provincia francesa de Septimania (después Languedoc), al norte de los pirineos. Pedro Ramón era sobrino del Rey de Francia Luis VIII.
Pedro Ramón de Rocamora acompañó junto a otros nobles al rey de Aragón y conde de Barcelona, Jaime I el Conquistador, en varias de sus campañas militares de conquista.
El 25 de agosto de 1265, en el reparto de tierras hecho en Córdoba por el rey de Castilla y León Alfonso X el Sabio, en que fueron repartidas las tierras de la Vega Baja entre aquellos caballeros partícipes de la toma de Orihuela, se le asignó a Pedro Ramón de Rocamora las heredades de Benferri, La Granja y Puebla de Rocamora.
La línea de descendencia de la casa de Rocamora mantuvo sus posesiones unidas desde el siglo XIII hasta el siglo XVI, momento en que se produjo la primera división y separación de bienes en la casa de Rocamora, quedando el señorío de La Granja excluido del tronco principal de esta familia.
Más adelante, en el siglo XVII, la línea se dividió nuevamente en dos ramas, descendientes de Jerónimo de Rocamora y Thomas, una rama iniciada por Juan de Rocamora y García de Lasa de marqueses de Rafal y la otra por su hermano paterno Nicolás de Rocamora y Molins de señores de Benferri.
La falta de sucesión de la línea de marqueses de Rafal hizo recaer el mayorazgo sobre la línea de señores de Benferri, que continuó el linaje hasta su extinción en 1751.

## Casa de Rocamora de Granja
Tras el fallecimiento de Juan José de Rocamora, V Señor, el hijo de este, Francisco de Rocamora y Maza, que era el legítimo heredero de los tres señoríos, sólo consiguió obtener de su herencia el señorío de La Granja, quedando los otros dos señoríos en posesión de su tío-abuelo Jaime Juan de Rocamora, VI Señor de Benferri y de Puebla de Rocamora por sentencia a su favor.
Francisco de Rocamora y Maza VI Señor de La Granja, fue el iniciador de esta rama de la familia Rocamora, denominada Casa de Rocamora de Granja.
Posteriormente, Francisco obtuvo del monarca Felipe IV el título de Conde de Granja de Rocamora por Real Decreto de 21 de febrero de 1628. Fue por lo tanto esta rama de los Rocamora la primera que obtuvo un título nobiliario, siendo también este el único título que ostentaron los miembros de esta rama.
Pero la muerte sin descendencia de Francisco de Rocamora y Maza y la ausencia de hermanos varones hizo que la Casa de Granja quedara extinguida de forma precoz en el siglo XVII tras su segundo miembro, Violante de Rocamora y Maza, hermana del anterior Conde de Granja de Rocamora.
El hijo de Violante y III Conde, Fray Pedro de Dávalos y Rocamora, instauraba a la Casa de Dávalos en el condado tras la extinguida Casa de Rocamora de Granja. Pero al quedar sin descendencia y sin sucesión directa hizo testamento a favor de la Orden de los Jesuitas, oponiéndose a testar a favor de su primo lejano el Marqués de Rafal Gaspar de Rocamora y García de Lasa.
Posteriormente, en 1755, el condado regresó a la Casa de Rocamora, pero esta vez, a manos de los Marqueses de Rafal.

## Casa de Rocamora de Rafal
La Casa de Rafal, en el momento de su creación, fue la más importante de las ramas en las que se dividió la familia Rocamora, por ser el título de Marqués de Rafal el de más alto rango y por haber sido sus nobles los que más altos cargos políticos y militares alcanzaron dentro de esta familia.
Ostentaron los títulos de Marqués de Rafal y de Barón de Puebla de Rocamora, ambos títulos obtenidos por Jerónimo de Rocamora y Thomas de manos del Rey de España Felipe IV. 
Jerónimo, que era el I Marqués de Rafal, I Barón de Puebla de Rocamora y VIII Señor de Benferri dejó repartido su patrimonio entre dos de sus hijos varones, dando origen a una nueva separación de la Casa de Rocamora. La familia quedó dividida en dos ramas de descendencia, una línea de Marqueses de Rafal y Barones de Puebla de Rocamora y otra línea de Señores de Benferri (además de la rama de Condes de Granja de Rocamora).
La línea de la Casa de Rocamora de Rafal fue iniciada por Gaspar de Rocamora y continuada por su hermano Juan de Rocamora tras su muerte sin descendencia, ambos hijos del segundo matrimonio de Jerónimo.
Jerónima de Rocamora y Cascante, hija de Juan de Rocamora, fue el último miembro de la Casa de Rocamora de Rafal, ya que la marquesa quedó sin descendencia.
Debido a una de las disposiciones testamentarias establecidas en el Mayorazgo de Rafal, al quedar sin sucesión la rama de Marqueses de Rafal, los títulos pasaron a la Casa de Rocamora de Benferri.

## Casa de Rocamora de Benferri
La línea de la Casa de Rocamora de Benferri fue iniciada por Nicolás de Rocamora y Molins, hijo primogénito del primer matrimonio de Jerónimo de Rocamora y IX Señor de Benferri.
Su descendencia mantuvo el señorío de Benferri hasta que en tiempos del XIII Señor Jaime de Rocamora y Cascante, el marquesado de Rafal y la baronía de Puebla de Rocamora fueran reunidos en su persona debido a la muerte sin descendencia de su último titular y a las disposiciones testamentarias anexas a los títulos.
Extinguidas las Casas de Rocamora de Granja y de Rafal, la Casa de Rocamora de Benferri quedaba como única línea representante de esta familia.
La última noble de la Casa de Rocamora fue Antonia de Rocamora y Heredia, VI Marquesa de Rafal, VI Baronesa de Puebla de Rocamora y XIV Señora de Benferri.
Su fallecimiento supuso la desaparición de la última rama de la Casa de Rocamora, que quedó extinguida en 1751.

## Algunos de sus miembros destacados
- Jaime de Rocamora y Rocamora: Consejero de los Reyes de Aragón, Síndico en las Cortes de Aragón y embajador de Orihuela. Fue el I Señor de Benferri, de Puebla de Rocamora y de La Granja.

- Juan de Rocamora y Vázquez: Capitán General del Ejército del Reino de Aragón y fue representante de las fuerzas armadas de la Corona de Aragón a las Cortes, celebradas en Orihuela y presididas por el Rey de Aragón Fernando II el Católico. Fue el II Señor de Benferri, de Puebla de Rocamora y de La Granja.

- Jaime Juan de Rocamora y Rocamora: General de los Reales Ejércitos y fue el VI Señor de Benferri y de Puebla de Rocamora.

- Jerónimo de Rocamora y Thomas: Militar en Flandes. Fue el I Marqués de Rafal, VIII Señor y I Barón de Puebla de Rocamora y VIII Señor de Benferri.

- Gaspar de Rocamora y García de Lasa: Caballero de la Orden de Santiago y familiar del Santo Oficio. Fue el II Marqués de Rafal y II Barón de Puebla de Rocamora.

- Juan de Rocamora y García de Lasa: Maestre de campo de infantería de la Milicia de Orihuela. Fue el III Marqués de Rafal y III Barón de Puebla de Rocamora.

- Jerónimo José Juan de Rocamora y Cascante: Teniente Gobernador de Orihuela y Gobernador General eventualmente. Fue el X Señor de Benferri.

- Jaime Rosell de Rocamora y Ruiz: Noble, político y militar. General de Carlos II, gobernador de Orihuela, Virrey de Mallorca y Consejero de Estado del Rey de Romanos Carlos de Habsburgo durante la Guerra de Sucesión Española. Fue el IV Señor de Benejúzar y Marqués Consorte de Rafal.

- Antonio de Heredia y Bazán: Alcalde (corregidor) de Madrid, Carrión, Antequera, Orihuela, Murcia y Zaragoza, Caballero de la Orden de Santiago, miembro del Consejo de S.M. el Rey en el departamento de hacienda, Gentilhombre de Cámara del Rey, Mariscal de Campo de los Reales Ejércitos e Intendente General de Aragón. Fue Marqués Consorte de Rafal, Barón Consorte de Puebla de Rocamora y Señor Consorte de Benferri.

## Genealogía de la Casa de Rocamora desde elsigloXIII
| \| \| \| \| \| \| \| \| \| \| \| Pedro Ramón de Rocamora llamado antes en Francia Pierre Roman de Rocamoure Propietario de las heredades de Benferri, Puebla y La Granja \| \| \| \| \| \| \| \| \| \| \| \| \| \| \| \| \| \| \| \| \| \| \| \| \| \| \| \| \| \| \| \| \| \| \| \| \| \| \| \| \| \| \| \| \| \| \| \| \| \| \| \| \| \| \| \| \| \| \| \| \| \| \| \| \| \| \| \| \| \| \| \| \| \| \| \| \| \| \| \| \| \| \| \| \| \| Mosén Jaime de Rocamora \| \| \| \| \| \| \| \| \| \| \| \| \| \| \| \| \| \| \| \| \| \| \| \| \| \| \| \| \| \| \| \| \| \| \| \| \| \| \| \| \| \| \| \| \| \| \| \| \| \| \| \| \| \| \| \| \| \| \| \| \| \| \| \| \| \| \| \| \| \| \| \| \| \| \| \| \| \| \| \| \| \| \| \| \| \| Martín de Rocamora \| \| \| \| \| \| \| \| \| \| \| \| \| \| \| \| \| \| \| \| \| \| \| \| \| \| \| \| \| \| \| \| \| \| \| \| \| \| \| \| \| \| \| \| \| \| \| \| \| \| \| \| \| \| \| \| \| \| \| \| \| \| \| \| \| \| \| \| \| \| \| \| \| \| \| \| \| \| \| \| \| \| \| \| \| \| Pedro de Rocamora \| \| \| \| \| \| \| \| \| \| \| \| \| \| \| \| \| \| \| \| \| \| \| \| \| \| \| \| \| \| \| \| \| \| \| \| \| \| \| \| \| \| \| \| \| \| \| \| \| \| \| \| \| \| \| \| \| \| \| \| \| \| \| \| \| \| \| \| \| \| \| \| \| \| \| \| \| \| \| \| \| \| \| \| \| \| Pedro Martín de Rocamora \| \| \| \| \| \| \| \| \| \| \| \| \| \| \| \| \| \| \| \| \| \| \| \| \| \| \| \| \| \| \| \| \| \| \| \| \| \| \| \| \| \| \| \| \| \| \| \| \| \| \| \| \| \| \| \| \| \| \| \| \| \| \| \| \| \| \| \| \| \| \| \| \| \| \| \| \| \| \| \| \| \| \| \| \| \| Jaime de Rocamora y Rocamora I Señor de Benferri I Señor de Puebla de Rocamora I Señor de La Granja \| \| \| \| \| \| \| \| \| \| \| \| \| \| \| \| \| \| \| \| \| \| \| \| \| \| \| \| \| \| \| \| \| \| \| \| \| \| \| \| \| \| \| \| \| \| \| \| \| \| \| \| \| \| \| \| \| \| \| \| \| \| \| \| \| \| \| \| \| \| \| \| \| \| \| \| \| \| \| \| \| \| \| \| \| \| Juan de Rocamora y Vázquez II Señor de Benferri II Señor de Puebla de Rocamora II Señor de La Granja \| \| \| \| \| \| \| \| \| \| \| \| \| \| \| \| \| \| \| \| \| \| \| \| \| \| \| \| \| \| \| \| \| \| \| \| \| \| \| \| \| \| \| \| \| \| \| \| \| \| \| \| \| \| \| \| \| \| \| \| \| \| \| \| \| \| \| \| \| \| \| \| \| \| \| \| \| \| \| \| \| \| \| \| \| \| \| \| \| \| \| \| \| \| \| \| \| \| \| \| \| \| \| \| \| \| \| \| \| \| \| \| \| \| \| \| \| \| \| \| \| Pedro de Rocamora y Rocamora III Señor de Benferri III Señor de Puebla de Rocamora III Señor de La Granja \| Pedro de Rocamora y Rocamora III Señor de Benferri III Señor de Puebla de Rocamora III Señor de La Granja \| Pedro de Rocamora y Rocamora III Señor de Benferri III Señor de Puebla de Rocamora III Señor de La Granja \| Pedro de Rocamora y Rocamora III Señor de Benferri III Señor de Puebla de Rocamora III Señor de La Granja \| Pedro de Rocamora y Rocamora III Señor de Benferri III Señor de Puebla de Rocamora III Señor de La Granja \| Pedro de Rocamora y Rocamora III Señor de Benferri III Señor de Puebla de Rocamora III Señor de La Granja \| \| \| Francisco de Rocamora y Rocamora IV Señor de Benferri IV Señor de Puebla de Rocamora IV Señor de La Granja \| Francisco de Rocamora y Rocamora IV Señor de Benferri IV Señor de Puebla de Rocamora IV Señor de La Granja \| Francisco de Rocamora y Rocamora IV Señor de Benferri IV Señor de Puebla de Rocamora IV Señor de La Granja \| Francisco de Rocamora y Rocamora IV Señor de Benferri IV Señor de Puebla de Rocamora IV Señor de La Granja \| Francisco de Rocamora y Rocamora IV Señor de Benferri IV Señor de Puebla de Rocamora IV Señor de La Granja \| Francisco de Rocamora y Rocamora IV Señor de Benferri IV Señor de Puebla de Rocamora IV Señor de La Granja \| \| \| Jaime Juan de Rocamora y Rocamora VI Señor de Benferri VI Señor de la Puebla \| Jaime Juan de Rocamora y Rocamora VI Señor de Benferri VI Señor de la Puebla \| Jaime Juan de Rocamora y Rocamora VI Señor de Benferri VI Señor de la Puebla \| Jaime Juan de Rocamora y Rocamora VI Señor de Benferri VI Señor de la Puebla \| Jaime Juan de Rocamora y Rocamora VI Señor de Benferri VI Señor de la Puebla \| Jaime Juan de Rocamora y Rocamora VI Señor de Benferri VI Señor de la Puebla \| \| \| \| \| \| \| \| \| \| \| \| \| \| \| \| \| \| \| \| \| \| Pedro de Rocamora y Rocamora III Señor de Benferri III Señor de Puebla de Rocamora III Señor de La Granja \| Pedro de Rocamora y Rocamora III Señor de Benferri III Señor de Puebla de Rocamora III Señor de La Granja \| Pedro de Rocamora y Rocamora III Señor de Benferri III Señor de Puebla de Rocamora III Señor de La Granja \| Pedro de Rocamora y Rocamora III Señor de Benferri III Señor de Puebla de Rocamora III Señor de La Granja \| Pedro de Rocamora y Rocamora III Señor de Benferri III Señor de Puebla de Rocamora III Señor de La Granja \| Pedro de Rocamora y Rocamora III Señor de Benferri III Señor de Puebla de Rocamora III Señor de La Granja \| \| \| Francisco de Rocamora y Rocamora IV Señor de Benferri IV Señor de Puebla de Rocamora IV Señor de La Granja \| Francisco de Rocamora y Rocamora IV Señor de Benferri IV Señor de Puebla de Rocamora IV Señor de La Granja \| Francisco de Rocamora y Rocamora IV Señor de Benferri IV Señor de Puebla de Rocamora IV Señor de La Granja \| Francisco de Rocamora y Rocamora IV Señor de Benferri IV Señor de Puebla de Rocamora IV Señor de La Granja \| Francisco de Rocamora y Rocamora IV Señor de Benferri IV Señor de Puebla de Rocamora IV Señor de La Granja \| Francisco de Rocamora y Rocamora IV Señor de Benferri IV Señor de Puebla de Rocamora IV Señor de La Granja \| \| \| Jaime Juan de Rocamora y Rocamora VI Señor de Benferri VI Señor de la Puebla \| Jaime Juan de Rocamora y Rocamora VI Señor de Benferri VI Señor de la Puebla \| Jaime Juan de Rocamora y Rocamora VI Señor de Benferri VI Señor de la Puebla \| Jaime Juan de Rocamora y Rocamora VI Señor de Benferri VI Señor de la Puebla \| Jaime Juan de Rocamora y Rocamora VI Señor de Benferri VI Señor de la Puebla \| Jaime Juan de Rocamora y Rocamora VI Señor de Benferri VI Señor de la Puebla \| \| \| \| \| \| \| \| \| \| \| \| \| \| \| \| \| \| \| \| \| \| \| \| \| \| \| \| \| \| Juan José de Rocamora y Ruiz V Señor de Benferri V Señor de Puebla de Rocamora V Señor de La Granja \| Juan José de Rocamora y Ruiz V Señor de Benferri V Señor de Puebla de Rocamora V Señor de La Granja \| Juan José de Rocamora y Ruiz V Señor de Benferri V Señor de Puebla de Rocamora V Señor de La Granja \| Juan José de Rocamora y Ruiz V Señor de Benferri V Señor de Puebla de Rocamora V Señor de La Granja \| Juan José de Rocamora y Ruiz V Señor de Benferri V Señor de Puebla de Rocamora V Señor de La Granja \| Juan José de Rocamora y Ruiz V Señor de Benferri V Señor de Puebla de Rocamora V Señor de La Granja \| \| \| Jaime de Rocamora y López Varea VII Señor de Benferri VII Señor de la Puebla \| Jaime de Rocamora y López Varea VII Señor de Benferri VII Señor de la Puebla \| Jaime de Rocamora y López Varea VII Señor de Benferri VII Señor de la Puebla \| Jaime de Rocamora y López Varea VII Señor de Benferri VII Señor de la Puebla \| Jaime de Rocamora y López Varea VII Señor de Benferri VII Señor de la Puebla \| Jaime de Rocamora y López Varea VII Señor de Benferri VII Señor de la Puebla \| \| \| \| \| \| \| \| \| \| \| \| \| \| \| \| \| \| \| \| \| \| \| \| \| \| \| \| \| \| Juan José de Rocamora y Ruiz V Señor de Benferri V Señor de Puebla de Rocamora V Señor de La Granja \| Juan José de Rocamora y Ruiz V Señor de Benferri V Señor de Puebla de Rocamora V Señor de La Granja \| Juan José de Rocamora y Ruiz V Señor de Benferri V Señor de Puebla de Rocamora V Señor de La Granja \| Juan José de Rocamora y Ruiz V Señor de Benferri V Señor de Puebla de Rocamora V Señor de La Granja \| Juan José de Rocamora y Ruiz V Señor de Benferri V Señor de Puebla de Rocamora V Señor de La Granja \| Juan José de Rocamora y Ruiz V Señor de Benferri V Señor de Puebla de Rocamora V Señor de La Granja \| \| \| Jaime de Rocamora y López Varea VII Señor de Benferri VII Señor de la Puebla \| Jaime de Rocamora y López Varea VII Señor de Benferri VII Señor de la Puebla \| Jaime de Rocamora y López Varea VII Señor de Benferri VII Señor de la Puebla \| Jaime de Rocamora y López Varea VII Señor de Benferri VII Señor de la Puebla \| Jaime de Rocamora y López Varea VII Señor de Benferri VII Señor de la Puebla \| Jaime de Rocamora y López Varea VII Señor de Benferri VII Señor de la Puebla \| \| \| \| \| \| \| \| \| \| \| \| \| \| \| \| \| \| \| \| \| \| \| \| \| \| \| \| \| \| \| \| \| \| \| \| \| \| \| \| \| \| \| \| \| \| \| \| \| \| \| \| \| \| \| \| \| \| \| \| \| \| \| \| \| Francisco de Rocamora y Maza VI Señor de La Granja I Conde de Granja de Rocamora \| Francisco de Rocamora y Maza VI Señor de La Granja I Conde de Granja de Rocamora \| Francisco de Rocamora y Maza VI Señor de La Granja I Conde de Granja de Rocamora \| Francisco de Rocamora y Maza VI Señor de La Granja I Conde de Granja de Rocamora \| Francisco de Rocamora y Maza VI Señor de La Granja I Conde de Granja de Rocamora \| Francisco de Rocamora y Maza VI Señor de La Granja I Conde de Granja de Rocamora \| \| \| Violante de Rocamora y Maza II Condesa de Granja de Rocamora \| Violante de Rocamora y Maza II Condesa de Granja de Rocamora \| Violante de Rocamora y Maza II Condesa de Granja de Rocamora \| Violante de Rocamora y Maza II Condesa de Granja de Rocamora \| Violante de Rocamora y Maza II Condesa de Granja de Rocamora \| Violante de Rocamora y Maza II Condesa de Granja de Rocamora \| \| \| Jerónimo de Rocamora y Thomas I Marqués de Rafal VIII Señor de Benferri VIII Señor de la Puebla I Barón de Puebla de Rocamora \| Jerónimo de Rocamora y Thomas I Marqués de Rafal VIII Señor de Benferri VIII Señor de la Puebla I Barón de Puebla de Rocamora \| Jerónimo de Rocamora y Thomas I Marqués de Rafal VIII Señor de Benferri VIII Señor de la Puebla I Barón de Puebla de Rocamora \| Jerónimo de Rocamora y Thomas I Marqués de Rafal VIII Señor de Benferri VIII Señor de la Puebla I Barón de Puebla de Rocamora \| Jerónimo de Rocamora y Thomas I Marqués de Rafal VIII Señor de Benferri VIII Señor de la Puebla I Barón de Puebla de Rocamora \| Jerónimo de Rocamora y Thomas I Marqués de Rafal VIII Señor de Benferri VIII Señor de la Puebla I Barón de Puebla de Rocamora \| \| \| \| \| \| \| \| \| \| \| \| \| \| \| \| \| \| \| \| \| \| Francisco de Rocamora y Maza VI Señor de La Granja I Conde de Granja de Rocamora \| Francisco de Rocamora y Maza VI Señor de La Granja I Conde de Granja de Rocamora \| Francisco de Rocamora y Maza VI Señor de La Granja I Conde de Granja de Rocamora \| Francisco de Rocamora y Maza VI Señor de La Granja I Conde de Granja de Rocamora \| Francisco de Rocamora y Maza VI Señor de La Granja I Conde de Granja de Rocamora \| Francisco de Rocamora y Maza VI Señor de La Granja I Conde de Granja de Rocamora \| \| \| Violante de Rocamora y Maza II Condesa de Granja de Rocamora \| Violante de Rocamora y Maza II Condesa de Granja de Rocamora \| Violante de Rocamora y Maza II Condesa de Granja de Rocamora \| Violante de Rocamora y Maza II Condesa de Granja de Rocamora \| Violante de Rocamora y Maza II Condesa de Granja de Rocamora \| Violante de Rocamora y Maza II Condesa de Granja de Rocamora \| \| \| Jerónimo de Rocamora y Thomas I Marqués de Rafal VIII Señor de Benferri VIII Señor de la Puebla I Barón de Puebla de Rocamora \| Jerónimo de Rocamora y Thomas I Marqués de Rafal VIII Señor de Benferri VIII Señor de la Puebla I Barón de Puebla de Rocamora \| Jerónimo de Rocamora y Thomas I Marqués de Rafal VIII Señor de Benferri VIII Señor de la Puebla I Barón de Puebla de Rocamora \| Jerónimo de Rocamora y Thomas I Marqués de Rafal VIII Señor de Benferri VIII Señor de la Puebla I Barón de Puebla de Rocamora \| Jerónimo de Rocamora y Thomas I Marqués de Rafal VIII Señor de Benferri VIII Señor de la Puebla I Barón de Puebla de Rocamora \| Jerónimo de Rocamora y Thomas I Marqués de Rafal VIII Señor de Benferri VIII Señor de la Puebla I Barón de Puebla de Rocamora \| \| \| \| \| \| \| \| \| \| \| \| \| \| \| \| \| \| \| \| \| \| \| \| \| \| \| \| \| \| Fray Pedro de Dávalos y Rocamora III Conde de Granja de Rocamora \| \| \| \| \| \| \| \| \| \| \| \| \| \| \| \| \| \| \| \| \| \| \| \| \| \| \| \| \| \| \| \| \| \| \| \| \| \| \| \| \| \| \| \| \| \| \| \| \| \| \| \| \| \| \| \| \| \| \| \| \| \| \| \| \| \| \| \| \| \| \| \| \| \| \| \| \| \| \| \| \| \| \| \| \| \| \| \| \| \| \| \| \| \| \| \| \| \| \| \| \| \| \| \| \| \| \| \| \| \| \| \| \| \| \| \| \| \| \| \| \| \| \| \| \| \| \| \| \| \| \| \| \| \| \| \| \| \| \| \| \| \| \| \| \| \| \| \| \| \| \| \| \| \| \| \| \| \| \| \| \| \| \| \| Nicolás de Rocamora y Molins IX Señor de Benferri \| Nicolás de Rocamora y Molins IX Señor de Benferri \| Nicolás de Rocamora y Molins IX Señor de Benferri \| Nicolás de Rocamora y Molins IX Señor de Benferri \| Nicolás de Rocamora y Molins IX Señor de Benferri \| Nicolás de Rocamora y Molins IX Señor de Benferri \| \| \| Gaspar de Rocamora y García de Lasa II Marqués de Rafal II Barón de Puebla de Rocamora \| Gaspar de Rocamora y García de Lasa II Marqués de Rafal II Barón de Puebla de Rocamora \| Gaspar de Rocamora y García de Lasa II Marqués de Rafal II Barón de Puebla de Rocamora \| Gaspar de Rocamora y García de Lasa II Marqués de Rafal II Barón de Puebla de Rocamora \| Gaspar de Rocamora y García de Lasa II Marqués de Rafal II Barón de Puebla de Rocamora \| Gaspar de Rocamora y García de Lasa II Marqués de Rafal II Barón de Puebla de Rocamora \| \| \| Juan de Rocamora y García de Lasa III Marqués de Rafal III Barón de Puebla de Rocamora \| Juan de Rocamora y García de Lasa III Marqués de Rafal III Barón de Puebla de Rocamora \| Juan de Rocamora y García de Lasa III Marqués de Rafal III Barón de Puebla de Rocamora \| Juan de Rocamora y García de Lasa III Marqués de Rafal III Barón de Puebla de Rocamora \| Juan de Rocamora y García de Lasa III Marqués de Rafal III Barón de Puebla de Rocamora \| Juan de Rocamora y García de Lasa III Marqués de Rafal III Barón de Puebla de Rocamora \| \| \| \| \| \| \| \| \| \| \| \| \| \| \| \| \| \| \| \| \| \| Nicolás de Rocamora y Molins IX Señor de Benferri \| Nicolás de Rocamora y Molins IX Señor de Benferri \| Nicolás de Rocamora y Molins IX Señor de Benferri \| Nicolás de Rocamora y Molins IX Señor de Benferri \| Nicolás de Rocamora y Molins IX Señor de Benferri \| Nicolás de Rocamora y Molins IX Señor de Benferri \| \| \| Gaspar de Rocamora y García de Lasa II Marqués de Rafal II Barón de Puebla de Rocamora \| Gaspar de Rocamora y García de Lasa II Marqués de Rafal II Barón de Puebla de Rocamora \| Gaspar de Rocamora y García de Lasa II Marqués de Rafal II Barón de Puebla de Rocamora \| Gaspar de Rocamora y García de Lasa II Marqués de Rafal II Barón de Puebla de Rocamora \| Gaspar de Rocamora y García de Lasa II Marqués de Rafal II Barón de Puebla de Rocamora \| Gaspar de Rocamora y García de Lasa II Marqués de Rafal II Barón de Puebla de Rocamora \| \| \| Juan de Rocamora y García de Lasa III Marqués de Rafal III Barón de Puebla de Rocamora \| Juan de Rocamora y García de Lasa III Marqués de Rafal III Barón de Puebla de Rocamora \| Juan de Rocamora y García de Lasa III Marqués de Rafal III Barón de Puebla de Rocamora \| Juan de Rocamora y García de Lasa III Marqués de Rafal III Barón de Puebla de Rocamora \| Juan de Rocamora y García de Lasa III Marqués de Rafal III Barón de Puebla de Rocamora \| Juan de Rocamora y García de Lasa III Marqués de Rafal III Barón de Puebla de Rocamora \| \| \| \| \| \| \| \| \| \| \| \| \| \| \| \| \| \| \| \| \| \| Jerónimo José Juan de Rocamora y Cascante X Señor de Benferri \| Jerónimo José Juan de Rocamora y Cascante X Señor de Benferri \| Jerónimo José Juan de Rocamora y Cascante X Señor de Benferri \| Jerónimo José Juan de Rocamora y Cascante X Señor de Benferri \| Jerónimo José Juan de Rocamora y Cascante X Señor de Benferri \| Jerónimo José Juan de Rocamora y Cascante X Señor de Benferri \| \| \| \| \| \| \| \| \| \| \| Jerónima de Rocamora y Cascante IV Marquesa de Rafal IV Baronesa de Puebla de Rocamora \| Jerónima de Rocamora y Cascante IV Marquesa de Rafal IV Baronesa de Puebla de Rocamora \| Jerónima de Rocamora y Cascante IV Marquesa de Rafal IV Baronesa de Puebla de Rocamora \| Jerónima de Rocamora y Cascante IV Marquesa de Rafal IV Baronesa de Puebla de Rocamora \| Jerónima de Rocamora y Cascante IV Marquesa de Rafal IV Baronesa de Puebla de Rocamora \| Jerónima de Rocamora y Cascante IV Marquesa de Rafal IV Baronesa de Puebla de Rocamora \| \| \| \| \| \| \| \| \| \| \| \| \| \| \| \| \| \| \| \| \| \| Jerónimo José Juan de Rocamora y Cascante X Señor de Benferri \| Jerónimo José Juan de Rocamora y Cascante X Señor de Benferri \| Jerónimo José Juan de Rocamora y Cascante X Señor de Benferri \| Jerónimo José Juan de Rocamora y Cascante X Señor de Benferri \| Jerónimo José Juan de Rocamora y Cascante X Señor de Benferri \| Jerónimo José Juan de Rocamora y Cascante X Señor de Benferri \| \| \| \| \| \| \| \| \| \| \| Jerónima de Rocamora y Cascante IV Marquesa de Rafal IV Baronesa de Puebla de Rocamora \| Jerónima de Rocamora y Cascante IV Marquesa de Rafal IV Baronesa de Puebla de Rocamora \| Jerónima de Rocamora y Cascante IV Marquesa de Rafal IV Baronesa de Puebla de Rocamora \| Jerónima de Rocamora y Cascante IV Marquesa de Rafal IV Baronesa de Puebla de Rocamora \| Jerónima de Rocamora y Cascante IV Marquesa de Rafal IV Baronesa de Puebla de Rocamora \| Jerónima de Rocamora y Cascante IV Marquesa de Rafal IV Baronesa de Puebla de Rocamora \| \| \| \| \| \| \| \| \| \| \| \| \| \| \| \| \| \| \| \| \| \| Vicente de Rocamora y Ruiz XI Señor de Benferri \| \| \| \| \| \| \| \| \| \| \| \| \| \| \| \| \| \| \| \| \| \| \| \| \| \| \| \| \| \| \| \| \| \| \| \| \| \| \| \| \| \| \| \| \| \| \| \| \| \| \| \| \| \| \| \| \| \| \| \| \| \| \| \| \| \| \| \| \| \| \| \| \| \| \| \| \| \| \| \| \| \| \| \| \| \| \| \| \| \| \| \| \| \| \| \| \| \| \| \| \| \| \| \| \| \| \| \| \| \| \| \| \| \| \| \| \| \| \| \| \| \| \| \| \| \| \| \| \| Jerónimo de Rocamora y Cascante XII Señor de Benferri \| Jerónimo de Rocamora y Cascante XII Señor de Benferri \| Jerónimo de Rocamora y Cascante XII Señor de Benferri \| Jerónimo de Rocamora y Cascante XII Señor de Benferri \| Jerónimo de Rocamora y Cascante XII Señor de Benferri \| Jerónimo de Rocamora y Cascante XII Señor de Benferri \| \| \| Jaime de Rocamora y Cascante V Marqués de Rafal V Barón de Puebla de Rocamora XIII Señor de Benferri \| Jaime de Rocamora y Cascante V Marqués de Rafal V Barón de Puebla de Rocamora XIII Señor de Benferri \| Jaime de Rocamora y Cascante V Marqués de Rafal V Barón de Puebla de Rocamora XIII Señor de Benferri \| Jaime de Rocamora y Cascante V Marqués de Rafal V Barón de Puebla de Rocamora XIII Señor de Benferri \| Jaime de Rocamora y Cascante V Marqués de Rafal V Barón de Puebla de Rocamora XIII Señor de Benferri \| Jaime de Rocamora y Cascante V Marqués de Rafal V Barón de Puebla de Rocamora XIII Señor de Benferri \| \| \| \| \| \| \| \| \| \| \| \| \| \| \| \| \| \| \| \| \| \| \| \| \| \| \| \| \| \| Jerónimo de Rocamora y Cascante XII Señor de Benferri \| Jerónimo de Rocamora y Cascante XII Señor de Benferri \| Jerónimo de Rocamora y Cascante XII Señor de Benferri \| Jerónimo de Rocamora y Cascante XII Señor de Benferri \| Jerónimo de Rocamora y Cascante XII Señor de Benferri \| Jerónimo de Rocamora y Cascante XII Señor de Benferri \| \| \| Jaime de Rocamora y Cascante V Marqués de Rafal V Barón de Puebla de Rocamora XIII Señor de Benferri \| Jaime de Rocamora y Cascante V Marqués de Rafal V Barón de Puebla de Rocamora XIII Señor de Benferri \| Jaime de Rocamora y Cascante V Marqués de Rafal V Barón de Puebla de Rocamora XIII Señor de Benferri \| Jaime de Rocamora y Cascante V Marqués de Rafal V Barón de Puebla de Rocamora XIII Señor de Benferri \| Jaime de Rocamora y Cascante V Marqués de Rafal V Barón de Puebla de Rocamora XIII Señor de Benferri \| Jaime de Rocamora y Cascante V Marqués de Rafal V Barón de Puebla de Rocamora XIII Señor de Benferri \| \| \| \| \| \| \| \| \| \| \| \| \| \| \| \| \| \| \| \| \| \| \| \| \| \| \| \| \| \| \| \| \| \| \| \| \| \| Antonia de Rocamora y Heredia VI Marquesa de Rafal VI Baronesa de Puebla de Rocamora XIV Señora de Benferri \| \| \| \| \| \| \| \| \| \| \| \| \| \| \| \| \| \| \| \| \| \| \| \| \| \| \| \| \| \| \| \| |  | | | | | | |  |  | | | | | | |  |  | | | | | | |  |  |  |  |  |  |  |  |  |  |  |  |  |  |  |  |  |  |
| |  | | | | | | |  |  | Pedro Ramón de Rocamora llamado antes en Francia Pierre Roman de Rocamoure Propietario de las heredades de Benferri, Puebla y La Granja | | | | | |  |  | | | | | | |  |  |  |  |  |  |  |  |  |  |  |  |  |  |  |  |  |  |
| |  | | | | | | |  |  | | | | | | |  |  | | | | | | |  |  |  |  |  |  |  |  |  |  |  |  |  |  |  |  |  |  |
| |  | | | | | | |  |  | Mosén Jaime de Rocamora | | | | | |  |  | | | | | | |  |  |  |  |  |  |  |  |  |  |  |  |  |  |  |  |  |  |
| |  | | | | | | |  |  | | | | | | |  |  | | | | | | |  |  |  |  |  |  |  |  |  |  |  |  |  |  |  |  |  |  |
| |  | | | | | | |  |  | Martín de Rocamora | | | | | |  |  | | | | | | |  |  |  |  |  |  |  |  |  |  |  |  |  |  |  |  |  |  |
| |  | | | | | | |  |  | | | | | | |  |  | | | | | | |  |  |  |  |  |  |  |  |  |  |  |  |  |  |  |  |  |  |
| |  | | | | | | |  |  | Pedro de Rocamora | | | | | |  |  | | | | | | |  |  |  |  |  |  |  |  |  |  |  |  |  |  |  |  |  |  |
| |  | | | | | | |  |  | | | | | | |  |  | | | | | | |  |  |  |  |  |  |  |  |  |  |  |  |  |  |  |  |  |  |
| |  | | | | | | |  |  | Pedro Martín de Rocamora | | | | | |  |  | | | | | | |  |  |  |  |  |  |  |  |  |  |  |  |  |  |  |  |  |  |
| |  | | | | | | |  |  | | | | | | |  |  | | | | | | |  |  |  |  |  |  |  |  |  |  |  |  |  |  |  |  |  |  |
| |  | | | | | | |  |  | Jaime de Rocamora y Rocamora I Señor de Benferri I Señor de Puebla de Rocamora I Señor de La Granja                                     | | | | | |  |  | | | | | | |  |  |  |  |  |  |  |  |  |  |  |  |  |  |  |  |  |  |
| |  | | | | | | |  |  | | | | | | |  |  | | | | | | |  |  |  |  |  |  |  |  |  |  |  |  |  |  |  |  |  |  |
| |  | | | | | | |  |  | Juan de Rocamora y Vázquez II Señor de Benferri II Señor de Puebla de Rocamora II Señor de La Granja                                    | | | | | |  |  | | | | | | |  |  |  |  |  |  |  |  |  |  |  |  |  |  |  |  |  |  |
| |  | | | | | | |  |  | | | | | | |  |  | | | | | | |  |  |  |  |  |  |  |  |  |  |  |  |  |  |  |  |  |  |
| |  | | | | | | |  |  | | | | | | |  |  | | | | | | |  |  |  |  |  |  |  |  |  |  |  |  |  |  |  |  |  |  |
| |  | Pedro de Rocamora y Rocamora III Señor de Benferri III Señor de Puebla de Rocamora III Señor de La Granja | Pedro de Rocamora y Rocamora III Señor de Benferri III Señor de Puebla de Rocamora III Señor de La Granja | Pedro de Rocamora y Rocamora III Señor de Benferri III Señor de Puebla de Rocamora III Señor de La Granja | Pedro de Rocamora y Rocamora III Señor de Benferri III Señor de Puebla de Rocamora III Señor de La Granja | Pedro de Rocamora y Rocamora III Señor de Benferri III Señor de Puebla de Rocamora III Señor de La Granja | Pedro de Rocamora y Rocamora III Señor de Benferri III Señor de Puebla de Rocamora III Señor de La Granja |  |  | Francisco de Rocamora y Rocamora IV Señor de Benferri IV Señor de Puebla de Rocamora IV Señor de La Granja                              | Francisco de Rocamora y Rocamora IV Señor de Benferri IV Señor de Puebla de Rocamora IV Señor de La Granja | Francisco de Rocamora y Rocamora IV Señor de Benferri IV Señor de Puebla de Rocamora IV Señor de La Granja | Francisco de Rocamora y Rocamora IV Señor de Benferri IV Señor de Puebla de Rocamora IV Señor de La Granja | Francisco de Rocamora y Rocamora IV Señor de Benferri IV Señor de Puebla de Rocamora IV Señor de La Granja | Francisco de Rocamora y Rocamora IV Señor de Benferri IV Señor de Puebla de Rocamora IV Señor de La Granja |  |  | Jaime Juan de Rocamora y Rocamora VI Señor de Benferri VI Señor de la Puebla                                                  | Jaime Juan de Rocamora y Rocamora VI Señor de Benferri VI Señor de la Puebla                                                  | Jaime Juan de Rocamora y Rocamora VI Señor de Benferri VI Señor de la Puebla                                                  | Jaime Juan de Rocamora y Rocamora VI Señor de Benferri VI Señor de la Puebla                                                  | Jaime Juan de Rocamora y Rocamora VI Señor de Benferri VI Señor de la Puebla                                                  | Jaime Juan de Rocamora y Rocamora VI Señor de Benferri VI Señor de la Puebla                                                  |  |  |  |  |  |  |  |  |  |  |  |  |  |  |  |  |  |  |
| |  | Pedro de Rocamora y Rocamora III Señor de Benferri III Señor de Puebla de Rocamora III Señor de La Granja | Pedro de Rocamora y Rocamora III Señor de Benferri III Señor de Puebla de Rocamora III Señor de La Granja | Pedro de Rocamora y Rocamora III Señor de Benferri III Señor de Puebla de Rocamora III Señor de La Granja | Pedro de Rocamora y Rocamora III Señor de Benferri III Señor de Puebla de Rocamora III Señor de La Granja | Pedro de Rocamora y Rocamora III Señor de Benferri III Señor de Puebla de Rocamora III Señor de La Granja | Pedro de Rocamora y Rocamora III Señor de Benferri III Señor de Puebla de Rocamora III Señor de La Granja |  |  | Francisco de Rocamora y Rocamora IV Señor de Benferri IV Señor de Puebla de Rocamora IV Señor de La Granja                              | Francisco de Rocamora y Rocamora IV Señor de Benferri IV Señor de Puebla de Rocamora IV Señor de La Granja | Francisco de Rocamora y Rocamora IV Señor de Benferri IV Señor de Puebla de Rocamora IV Señor de La Granja | Francisco de Rocamora y Rocamora IV Señor de Benferri IV Señor de Puebla de Rocamora IV Señor de La Granja | Francisco de Rocamora y Rocamora IV Señor de Benferri IV Señor de Puebla de Rocamora IV Señor de La Granja | Francisco de Rocamora y Rocamora IV Señor de Benferri IV Señor de Puebla de Rocamora IV Señor de La Granja |  |  | Jaime Juan de Rocamora y Rocamora VI Señor de Benferri VI Señor de la Puebla                                                  | Jaime Juan de Rocamora y Rocamora VI Señor de Benferri VI Señor de la Puebla                                                  | Jaime Juan de Rocamora y Rocamora VI Señor de Benferri VI Señor de la Puebla                                                  | Jaime Juan de Rocamora y Rocamora VI Señor de Benferri VI Señor de la Puebla                                                  | Jaime Juan de Rocamora y Rocamora VI Señor de Benferri VI Señor de la Puebla                                                  | Jaime Juan de Rocamora y Rocamora VI Señor de Benferri VI Señor de la Puebla                                                  |  |  |  |  |  |  |  |  |  |  |  |  |  |  |  |  |  |  |
| |  | | | | | | |  |  | Juan José de Rocamora y Ruiz V Señor de Benferri V Señor de Puebla de Rocamora V Señor de La Granja                                     | Juan José de Rocamora y Ruiz V Señor de Benferri V Señor de Puebla de Rocamora V Señor de La Granja        | Juan José de Rocamora y Ruiz V Señor de Benferri V Señor de Puebla de Rocamora V Señor de La Granja        | Juan José de Rocamora y Ruiz V Señor de Benferri V Señor de Puebla de Rocamora V Señor de La Granja        | Juan José de Rocamora y Ruiz V Señor de Benferri V Señor de Puebla de Rocamora V Señor de La Granja        | Juan José de Rocamora y Ruiz V Señor de Benferri V Señor de Puebla de Rocamora V Señor de La Granja        |  |  | Jaime de Rocamora y López Varea VII Señor de Benferri VII Señor de la Puebla                                                  | Jaime de Rocamora y López Varea VII Señor de Benferri VII Señor de la Puebla                                                  | Jaime de Rocamora y López Varea VII Señor de Benferri VII Señor de la Puebla                                                  | Jaime de Rocamora y López Varea VII Señor de Benferri VII Señor de la Puebla                                                  | Jaime de Rocamora y López Varea VII Señor de Benferri VII Señor de la Puebla                                                  | Jaime de Rocamora y López Varea VII Señor de Benferri VII Señor de la Puebla                                                  |  |  |  |  |  |  |  |  |  |  |  |  |  |  |  |  |  |  |
| |  | | | | | | |  |  | Juan José de Rocamora y Ruiz V Señor de Benferri V Señor de Puebla de Rocamora V Señor de La Granja                                     | Juan José de Rocamora y Ruiz V Señor de Benferri V Señor de Puebla de Rocamora V Señor de La Granja        | Juan José de Rocamora y Ruiz V Señor de Benferri V Señor de Puebla de Rocamora V Señor de La Granja        | Juan José de Rocamora y Ruiz V Señor de Benferri V Señor de Puebla de Rocamora V Señor de La Granja        | Juan José de Rocamora y Ruiz V Señor de Benferri V Señor de Puebla de Rocamora V Señor de La Granja        | Juan José de Rocamora y Ruiz V Señor de Benferri V Señor de Puebla de Rocamora V Señor de La Granja        |  |  | Jaime de Rocamora y López Varea VII Señor de Benferri VII Señor de la Puebla                                                  | Jaime de Rocamora y López Varea VII Señor de Benferri VII Señor de la Puebla                                                  | Jaime de Rocamora y López Varea VII Señor de Benferri VII Señor de la Puebla                                                  | Jaime de Rocamora y López Varea VII Señor de Benferri VII Señor de la Puebla                                                  | Jaime de Rocamora y López Varea VII Señor de Benferri VII Señor de la Puebla                                                  | Jaime de Rocamora y López Varea VII Señor de Benferri VII Señor de la Puebla                                                  |  |  |  |  |  |  |  |  |  |  |  |  |  |  |  |  |  |  |
| |  | | | | | | |  |  | | | | | | |  |  | | | | | | |  |  |  |  |  |  |  |  |  |  |  |  |  |  |  |  |  |  |
| |  | Francisco de Rocamora y Maza VI Señor de La Granja I Conde de Granja de Rocamora                          | Francisco de Rocamora y Maza VI Señor de La Granja I Conde de Granja de Rocamora                          | Francisco de Rocamora y Maza VI Señor de La Granja I Conde de Granja de Rocamora                          | Francisco de Rocamora y Maza VI Señor de La Granja I Conde de Granja de Rocamora                          | Francisco de Rocamora y Maza VI Señor de La Granja I Conde de Granja de Rocamora                          | Francisco de Rocamora y Maza VI Señor de La Granja I Conde de Granja de Rocamora                          |  |  | Violante de Rocamora y Maza II Condesa de Granja de Rocamora                                                                            | Violante de Rocamora y Maza II Condesa de Granja de Rocamora                                               | Violante de Rocamora y Maza II Condesa de Granja de Rocamora                                               | Violante de Rocamora y Maza II Condesa de Granja de Rocamora                                               | Violante de Rocamora y Maza II Condesa de Granja de Rocamora                                               | Violante de Rocamora y Maza II Condesa de Granja de Rocamora                                               |  |  | Jerónimo de Rocamora y Thomas I Marqués de Rafal VIII Señor de Benferri VIII Señor de la Puebla I Barón de Puebla de Rocamora | Jerónimo de Rocamora y Thomas I Marqués de Rafal VIII Señor de Benferri VIII Señor de la Puebla I Barón de Puebla de Rocamora | Jerónimo de Rocamora y Thomas I Marqués de Rafal VIII Señor de Benferri VIII Señor de la Puebla I Barón de Puebla de Rocamora | Jerónimo de Rocamora y Thomas I Marqués de Rafal VIII Señor de Benferri VIII Señor de la Puebla I Barón de Puebla de Rocamora | Jerónimo de Rocamora y Thomas I Marqués de Rafal VIII Señor de Benferri VIII Señor de la Puebla I Barón de Puebla de Rocamora | Jerónimo de Rocamora y Thomas I Marqués de Rafal VIII Señor de Benferri VIII Señor de la Puebla I Barón de Puebla de Rocamora |  |  |  |  |  |  |  |  |  |  |  |  |  |  |  |  |  |  |
| |  | Francisco de Rocamora y Maza VI Señor de La Granja I Conde de Granja de Rocamora                          | Francisco de Rocamora y Maza VI Señor de La Granja I Conde de Granja de Rocamora                          | Francisco de Rocamora y Maza VI Señor de La Granja I Conde de Granja de Rocamora                          | Francisco de Rocamora y Maza VI Señor de La Granja I Conde de Granja de Rocamora                          | Francisco de Rocamora y Maza VI Señor de La Granja I Conde de Granja de Rocamora                          | Francisco de Rocamora y Maza VI Señor de La Granja I Conde de Granja de Rocamora                          |  |  | Violante de Rocamora y Maza II Condesa de Granja de Rocamora                                                                            | Violante de Rocamora y Maza II Condesa de Granja de Rocamora                                               | Violante de Rocamora y Maza II Condesa de Granja de Rocamora                                               | Violante de Rocamora y Maza II Condesa de Granja de Rocamora                                               | Violante de Rocamora y Maza II Condesa de Granja de Rocamora                                               | Violante de Rocamora y Maza II Condesa de Granja de Rocamora                                               |  |  | Jerónimo de Rocamora y Thomas I Marqués de Rafal VIII Señor de Benferri VIII Señor de la Puebla I Barón de Puebla de Rocamora | Jerónimo de Rocamora y Thomas I Marqués de Rafal VIII Señor de Benferri VIII Señor de la Puebla I Barón de Puebla de Rocamora | Jerónimo de Rocamora y Thomas I Marqués de Rafal VIII Señor de Benferri VIII Señor de la Puebla I Barón de Puebla de Rocamora | Jerónimo de Rocamora y Thomas I Marqués de Rafal VIII Señor de Benferri VIII Señor de la Puebla I Barón de Puebla de Rocamora | Jerónimo de Rocamora y Thomas I Marqués de Rafal VIII Señor de Benferri VIII Señor de la Puebla I Barón de Puebla de Rocamora | Jerónimo de Rocamora y Thomas I Marqués de Rafal VIII Señor de Benferri VIII Señor de la Puebla I Barón de Puebla de Rocamora |  |  |  |  |  |  |  |  |  |  |  |  |  |  |  |  |  |  |
| |  | | | | | | |  |  | Fray Pedro de Dávalos y Rocamora III Conde de Granja de Rocamora                                                                        | | | | | |  |  | | | | | | |  |  |  |  |  |  |  |  |  |  |  |  |  |  |  |  |  |  |
| |  | | | | | | |  |  | | | | | | |  |  | | | | | | |  |  |  |  |  |  |  |  |  |  |  |  |  |  |  |  |  |  |
| |  | | | | | | |  |  | | | | | | |  |  | | | | | | |  |  |  |  |  |  |  |  |  |  |  |  |  |  |  |  |  |  |
| |  | | | | | | |  |  | | | | | | |  |  | | | | | | |  |  |  |  |  |  |  |  |  |  |  |  |  |  |  |  |  |  |
| |  | Nicolás de Rocamora y Molins IX Señor de Benferri                                                         | Nicolás de Rocamora y Molins IX Señor de Benferri                                                         | Nicolás de Rocamora y Molins IX Señor de Benferri                                                         | Nicolás de Rocamora y Molins IX Señor de Benferri                                                         | Nicolás de Rocamora y Molins IX Señor de Benferri                                                         | Nicolás de Rocamora y Molins IX Señor de Benferri                                                         |  |  | Gaspar de Rocamora y García de Lasa II Marqués de Rafal II Barón de Puebla de Rocamora                                                  | Gaspar de Rocamora y García de Lasa II Marqués de Rafal II Barón de Puebla de Rocamora                     | Gaspar de Rocamora y García de Lasa II Marqués de Rafal II Barón de Puebla de Rocamora                     | Gaspar de Rocamora y García de Lasa II Marqués de Rafal II Barón de Puebla de Rocamora                     | Gaspar de Rocamora y García de Lasa II Marqués de Rafal II Barón de Puebla de Rocamora                     | Gaspar de Rocamora y García de Lasa II Marqués de Rafal II Barón de Puebla de Rocamora                     |  |  | Juan de Rocamora y García de Lasa III Marqués de Rafal III Barón de Puebla de Rocamora                                        | Juan de Rocamora y García de Lasa III Marqués de Rafal III Barón de Puebla de Rocamora                                        | Juan de Rocamora y García de Lasa III Marqués de Rafal III Barón de Puebla de Rocamora                                        | Juan de Rocamora y García de Lasa III Marqués de Rafal III Barón de Puebla de Rocamora                                        | Juan de Rocamora y García de Lasa III Marqués de Rafal III Barón de Puebla de Rocamora                                        | Juan de Rocamora y García de Lasa III Marqués de Rafal III Barón de Puebla de Rocamora                                        |  |  |  |  |  |  |  |  |  |  |  |  |  |  |  |  |  |  |
| |  | Nicolás de Rocamora y Molins IX Señor de Benferri                                                         | Nicolás de Rocamora y Molins IX Señor de Benferri                                                         | Nicolás de Rocamora y Molins IX Señor de Benferri                                                         | Nicolás de Rocamora y Molins IX Señor de Benferri                                                         | Nicolás de Rocamora y Molins IX Señor de Benferri                                                         | Nicolás de Rocamora y Molins IX Señor de Benferri                                                         |  |  | Gaspar de Rocamora y García de Lasa II Marqués de Rafal II Barón de Puebla de Rocamora                                                  | Gaspar de Rocamora y García de Lasa II Marqués de Rafal II Barón de Puebla de Rocamora                     | Gaspar de Rocamora y García de Lasa II Marqués de Rafal II Barón de Puebla de Rocamora                     | Gaspar de Rocamora y García de Lasa II Marqués de Rafal II Barón de Puebla de Rocamora                     | Gaspar de Rocamora y García de Lasa II Marqués de Rafal II Barón de Puebla de Rocamora                     | Gaspar de Rocamora y García de Lasa II Marqués de Rafal II Barón de Puebla de Rocamora                     |  |  | Juan de Rocamora y García de Lasa III Marqués de Rafal III Barón de Puebla de Rocamora                                        | Juan de Rocamora y García de Lasa III Marqués de Rafal III Barón de Puebla de Rocamora                                        | Juan de Rocamora y García de Lasa III Marqués de Rafal III Barón de Puebla de Rocamora                                        | Juan de Rocamora y García de Lasa III Marqués de Rafal III Barón de Puebla de Rocamora                                        | Juan de Rocamora y García de Lasa III Marqués de Rafal III Barón de Puebla de Rocamora                                        | Juan de Rocamora y García de Lasa III Marqués de Rafal III Barón de Puebla de Rocamora                                        |  |  |  |  |  |  |  |  |  |  |  |  |  |  |  |  |  |  |
| |  | Jerónimo José Juan de Rocamora y Cascante X Señor de Benferri                                             | Jerónimo José Juan de Rocamora y Cascante X Señor de Benferri                                             | Jerónimo José Juan de Rocamora y Cascante X Señor de Benferri                                             | Jerónimo José Juan de Rocamora y Cascante X Señor de Benferri                                             | Jerónimo José Juan de Rocamora y Cascante X Señor de Benferri                                             | Jerónimo José Juan de Rocamora y Cascante X Señor de Benferri                                             |  |  | | | | | | |  |  | Jerónima de Rocamora y Cascante IV Marquesa de Rafal IV Baronesa de Puebla de Rocamora                                        | Jerónima de Rocamora y Cascante IV Marquesa de Rafal IV Baronesa de Puebla de Rocamora                                        | Jerónima de Rocamora y Cascante IV Marquesa de Rafal IV Baronesa de Puebla de Rocamora                                        | Jerónima de Rocamora y Cascante IV Marquesa de Rafal IV Baronesa de Puebla de Rocamora                                        | Jerónima de Rocamora y Cascante IV Marquesa de Rafal IV Baronesa de Puebla de Rocamora                                        | Jerónima de Rocamora y Cascante IV Marquesa de Rafal IV Baronesa de Puebla de Rocamora                                        |  |  |  |  |  |  |  |  |  |  |  |  |  |  |  |  |  |  |
| |  | Jerónimo José Juan de Rocamora y Cascante X Señor de Benferri                                             | Jerónimo José Juan de Rocamora y Cascante X Señor de Benferri                                             | Jerónimo José Juan de Rocamora y Cascante X Señor de Benferri                                             | Jerónimo José Juan de Rocamora y Cascante X Señor de Benferri                                             | Jerónimo José Juan de Rocamora y Cascante X Señor de Benferri                                             | Jerónimo José Juan de Rocamora y Cascante X Señor de Benferri                                             |  |  | | | | | | |  |  | Jerónima de Rocamora y Cascante IV Marquesa de Rafal IV Baronesa de Puebla de Rocamora                                        | Jerónima de Rocamora y Cascante IV Marquesa de Rafal IV Baronesa de Puebla de Rocamora                                        | Jerónima de Rocamora y Cascante IV Marquesa de Rafal IV Baronesa de Puebla de Rocamora                                        | Jerónima de Rocamora y Cascante IV Marquesa de Rafal IV Baronesa de Puebla de Rocamora                                        | Jerónima de Rocamora y Cascante IV Marquesa de Rafal IV Baronesa de Puebla de Rocamora                                        | Jerónima de Rocamora y Cascante IV Marquesa de Rafal IV Baronesa de Puebla de Rocamora                                        |  |  |  |  |  |  |  |  |  |  |  |  |  |  |  |  |  |  |
| |  | Vicente de Rocamora y Ruiz XI Señor de Benferri                                                           | | | | | |  |  | | | | | | |  |  | | | | | | |  |  |  |  |  |  |  |  |  |  |  |  |  |  |  |  |  |  |
| |  | | | | | | |  |  | | | | | | |  |  | | | | | | |  |  |  |  |  |  |  |  |  |  |  |  |  |  |  |  |  |  |
| |  | | | | | | |  |  | | | | | | |  |  | | | | | | |  |  |  |  |  |  |  |  |  |  |  |  |  |  |  |  |  |  |
| |  | Jerónimo de Rocamora y Cascante XII Señor de Benferri                                                     | Jerónimo de Rocamora y Cascante XII Señor de Benferri                                                     | Jerónimo de Rocamora y Cascante XII Señor de Benferri                                                     | Jerónimo de Rocamora y Cascante XII Señor de Benferri                                                     | Jerónimo de Rocamora y Cascante XII Señor de Benferri                                                     | Jerónimo de Rocamora y Cascante XII Señor de Benferri                                                     |  |  | Jaime de Rocamora y Cascante V Marqués de Rafal V Barón de Puebla de Rocamora XIII Señor de Benferri                                    | Jaime de Rocamora y Cascante V Marqués de Rafal V Barón de Puebla de Rocamora XIII Señor de Benferri       | Jaime de Rocamora y Cascante V Marqués de Rafal V Barón de Puebla de Rocamora XIII Señor de Benferri       | Jaime de Rocamora y Cascante V Marqués de Rafal V Barón de Puebla de Rocamora XIII Señor de Benferri       | Jaime de Rocamora y Cascante V Marqués de Rafal V Barón de Puebla de Rocamora XIII Señor de Benferri       | Jaime de Rocamora y Cascante V Marqués de Rafal V Barón de Puebla de Rocamora XIII Señor de Benferri       |  |  | | | | | | |  |  |  |  |  |  |  |  |  |  |  |  |  |  |  |  |  |  |
| |  | Jerónimo de Rocamora y Cascante XII Señor de Benferri                                                     | Jerónimo de Rocamora y Cascante XII Señor de Benferri                                                     | Jerónimo de Rocamora y Cascante XII Señor de Benferri                                                     | Jerónimo de Rocamora y Cascante XII Señor de Benferri                                                     | Jerónimo de Rocamora y Cascante XII Señor de Benferri                                                     | Jerónimo de Rocamora y Cascante XII Señor de Benferri                                                     |  |  | Jaime de Rocamora y Cascante V Marqués de Rafal V Barón de Puebla de Rocamora XIII Señor de Benferri                                    | Jaime de Rocamora y Cascante V Marqués de Rafal V Barón de Puebla de Rocamora XIII Señor de Benferri       | Jaime de Rocamora y Cascante V Marqués de Rafal V Barón de Puebla de Rocamora XIII Señor de Benferri       | Jaime de Rocamora y Cascante V Marqués de Rafal V Barón de Puebla de Rocamora XIII Señor de Benferri       | Jaime de Rocamora y Cascante V Marqués de Rafal V Barón de Puebla de Rocamora XIII Señor de Benferri       | Jaime de Rocamora y Cascante V Marqués de Rafal V Barón de Puebla de Rocamora XIII Señor de Benferri       |  |  | | | | | | |  |  |  |  |  |  |  |  |  |  |  |  |  |  |  |  |  |  |
| |  | | | | | | |  |  | Antonia de Rocamora y Heredia VI Marquesa de Rafal VI Baronesa de Puebla de Rocamora XIV Señora de Benferri                             | | | | | |  |  | | | | | | |  |  |  |  |  |  |  |  |  |  |  |  |  |  |  |  |  |  |

## Posesiones de la Casa de Rocamora

### Resumen de títulos nobiliarios ostentados
Los Rocamora fueron:
- Herederos de Benferri (1265 - 1435).

- Herederos de Puebla de Rocamora (1265 - 1435)

- Herederos de La Granja (1265 - 1435)

- Señores de Benferri (1435 - 1751)

- Señores de Puebla de Rocamora (1435 - 1632)

- Señores de La Granja (1435 - 1628)

- Barones de Puebla de Rocamora (1632 - 1751)

- Condes de Granja de Rocamora (1628 - 1649)

- Marqueses de Rafal (1636 - 1751)

A título de consorte fueron:
- Señores de Rafal  (1611 - 1636)

- Señores de Las Cinco Alquerías  (¿? - 1666)

- Señores de Benejúzar  (1691 - 1727)

- Señores de Molins  (1751 - 1774)

- Señores de Pozorrubio  (1751 - 1774)

### Herederos de Benferri, Puebla de Rocamora y La Granja
- Pedro Ramón de Rocamora (Pierre Roman de Rocamoure) (1265 - ¿?)

- Mosén Jaime de Rocamora (¿? - ¿?)

- Martín de Rocamora (¿? - ¿?)

- Pedro de Rocamora (¿? - ¿?)

- Pedro Martín de Rocamora (¿? - ¿?)

- Jaime de Rocamora y Rocamora (¿? - 1435)

### Señores de Benferri
- ( I ) Jaime de Rocamora y Rocamora  (1435 - 1468)

- ( II ) Juan de Rocamora y Vázquez  (1468 - ¿?)

- ( III ) Pedro de Rocamora y Rocamora  (¿? - ¿?)

- ( IV ) Francisco de Rocamora y Rocamora  (¿? - ¿?)

- ( V ) Juan José de Rocamora y Ruiz  (¿? - ¿?)

- ( VI ) Jaime Juan de Rocamora y Rocamora  (¿? – 1534)

- ( VII ) Jaime de Rocamora y López Varea  (1534 - 1622)

- ( VIII ) Jerónimo de Rocamora y Thomas  (1622 – 1639)

- ( IX ) Nicolás de Rocamora y Molins  (1639 - 1641)

- ( X ) Jerónimo José Juan de Rocamora y Cascante  (1641 – 1667)

- ( XI ) Vicente de Rocamora y Ruiz  (1667 – 1698)

- ( XII ) Jerónimo de Rocamora y Cascante  (1698 – 1722)

- ( XIII ) Jaime de Rocamora y Cascante  (1722 – 1740)

- ( XIV ) Antonia de Rocamora y Heredia  (1740 – 1751) último miembro de la dinastía

### Señores de Puebla de Rocamora
- ( I ) Jaime de Rocamora y Rocamora (1435 - 1468)

- ( II ) Juan de Rocamora y Vázquez (1468 - ¿?)

- ( III ) Pedro de Rocamora y Rocamora (¿? - ¿?)

- ( IV ) Francisco de Rocamora y Rocamora (¿? - ¿?)

- ( V ) Juan José de Rocamora y Ruiz (¿? - ¿?)

- ( VI ) Jaime Juan de Rocamora y Rocamora (¿? – 1534)

- ( VII ) Jaime de Rocamora y López Varea (1534 - 1622)

- ( VIII ) Jerónimo de Rocamora y Thomas (1622 – 1632)

### Señores de La Granja
- ( I ) Jaime de Rocamora y Rocamora (1435 - 1468)

- ( II ) Juan de Rocamora y Vázquez (1468 - ¿?)

- ( III ) Pedro de Rocamora y Rocamora (¿? - ¿?)

- ( IV ) Francisco de Rocamora y Rocamora (¿? - ¿?)

- ( V ) Juan José de Rocamora y Ruiz (¿? - ¿?)

- ( VI ) Francisco de Rocamora y Maza (¿? - 1628)

### Barones de Puebla de Rocamora
- ( I ) Jerónimo de Rocamora y Thomas (1632 – 1639)

- ( II ) Gaspar de Rocamora y García de Lasa (1639 - 1666)

- ( III ) Juan de Rocamora y García de Lasa (1666 - 1691)

- ( IV ) Jerónima de Rocamora y Cascante (1691 - 1736)

- ( V ) Jaime de Rocamora y Cascante (1736 – 1740)

- ( VI ) Antonia de Rocamora y Heredia  (1740 – 1751) último miembro de la dinastía

### Condes de Granja de Rocamora
- ( I ) Francisco de Rocamora y Maza (1628 - ¿?)

- ( II ) Violante de Rocamora y Maza (¿? - ¿?)

### Marqueses de Rafal
- ( I ) Jerónimo de Rocamora y Thomas (1636 – 1639)

- ( II ) Gaspar de Rocamora y García de Lasa (1639 - 1666)

- ( III ) Juan de Rocamora y García de Lasa (1666 - 1691)

- ( IV ) Jerónima de Rocamora y Cascante (1691 - 1736)

- ( V ) Jaime de Rocamora y Cascante (1736 – 1740)

- ( VI ) Antonia de Rocamora y Heredia  (1740 – 1751) último miembro de la dinastía

### Señores Consortes de Rafal
- Jerónimo de Rocamora y Thomas (1611 - 1636)

### Señores Consortes de Las Cinco Alquerías
- Gaspar de Rocamora y García de Lasa (¿? - 1666)

### Señores Consortes de Benejúzar
- Isabel de Rocamora y Molins (1655 - ¿?) hija de Jerónimo de Rocamora y Thomas

- Jerónima de Rocamora y Cascante (1691 - 1727)

### Señores Consortes de Molins y de Pozorrubio
- Eustaquia de Rocamora y Piquenotti (1751 - 1774) tataranieta de Alfonso de Rocamora y Molins, hijo este último de Jerónimo de Rocamora y Thomas